# جایزه بزرگ اتریش ۱۹۷۸
جایزه بزرگ اتریش ۱۹۷۸ (انگلیسی: ‎1978 Austrian Grand Prix‎) یک مسابقهٔ موتوری در رشتهٔ اتومبیل‌رانی فرمول یک بود که در تاریخ ۱۳ اوت ۱۹۷۸ در آسترایش‌رینگ واقع در اسپیلبرگ، اشتایریا، اتریش برگزار شد. این گراند پری در میان ۱۶ گراند پری در فصل ۱۹۷۸، مسابقهٔ شمارهٔ ۱۲ بود.
در این مسابقه که در ۵۴ دور و به مسافت ۳۲۰٫۸۱۴ کیلومتر (۱۹۹٫۳۴۵ مایل) برگزار شد، پول پوزیشن توسط رونی پیترسن کسب شد و سریع‌ترین زمان برای طی یک دور پیست که برابر با ۱:۴۳٫۱۲ بود نیز توسط رونی پیترسن به ثبت رسید.
رونی پیترسن از تیم لوتوس-فورد، پاتریک دیپلر از تیم تایرل-فورد و ژیل ویلنوو از تیم فراری به‌ترتیب مقام‌های اول تا سوم مسابقه را کسب کردند.

## رده‌بندی قهرمانی پس از مسابقه
| جایگاه | راننده        | امتیاز |
| ------ | ------------- | ------ |
| ۱      | ماریو اندرتی  | ۵۴     |
| ۲      | رونی پیترسن   | ۴۵     |
| ۳      | پاتریک دیپلر  | ۳۲     |
| ۴      | کارلوس روتمان | ۳۱     |
| ۵      | نیکی لائودا   | ۳۱     |
| منبع:  |               |        |

| جایگاه | سازنده            | امتیاز |
| ------ | ----------------- | ------ |
| ۱      | لوتوس-فورد        | ۷۶     |
| ۲      | برابام-آلفا رومئو | ۴۰     |
| ۳      | تایرل-فورد        | ۳۶     |
| ۴      | فراری             | ۳۵     |
| ۵      | لیجیه-ماترا       | ۱۶     |
| منبع:  |                   |        |

یادداشت
- تنها پنج جایگاه نخست از هر رده‌بندی نمایش داده شده است.